# Frits Castricum
Fredericus Wilhelmus Cornelis (Frits) Castricum (ur. 19 kwietnia 1947 w Boxtel, zm. 12 września 2011 tamże) – holenderski polityk, dziennikarz i działacz związkowy, poseł do Tweede Kamer, senator, deputowany do Parlamentu Europejskiego IV kadencji.

## Życiorys
Ukończył w 1963 szkołę średnią w Oosterhout, studiował później fizjoterapię w Bredzie (nie kończąc tych studiów). Pracował jako dziennikarz czasopisma „De Stem”, następnie w dziale prasowym fabryki DAF. Był aktywnym działaczem związkowym w ramach konfederacji Nederlands Verbond van Vakverenigingen. Od 1968 należał do Partii Pracy, w latach 70. kierował strukturą partyjną w Boxtel. Od 1991 do 1992 w Partii Pracy pełnił obowiązki przewodniczącego (jako partijvoorzitter zajmujący się kwestiami organizacyjnymi). Od 1977 do 1994 zasiadał w Tweede Kamer, niższej izbie Stanów Generalnych. W latach 1994–1999 sprawował mandat posła do Parlamentu Europejskiego, wchodząc w skład frakcji socjalistycznej. Od 1999 do 2003 był natomiast członkiem Eerste Kamer, wyższej izby holenderskiego parlamentu.